# Siete veces Amada
Siete veces Amada fue una telenovela colombiana producida y transmitida en el 2002 por Caracol Televisión, en coproducción con Buena Vista International. Está protagonizada por Cristina Umaña y Roberto Cano y con las participaciones antagónicas de Margarita Ortega, Lincoln Palomeque y Susana Torres. El Tema Principal fue interpretado por el legendario salsero Joe Arroyo.

## Sinopsis
Amada Farías se ha comprometido cinco veces, pero por una extraña coincidencia todos sus novios mueren. Las burlas en su pueblo y la falta de pretendientes que se atrevan a acercarse, hacen que Amada se vaya a vivir con su tía Carlota a Caracolas del Molino, un pueblo bastante peculiar pues sus autoridades son todas mujeres.
En frente de la casa de Amada está la casa de la familia Alcázar, dueños de una prestigiosa destilería, entre ellos el primogénito, Daniel. Al igual que Amada se ha comprometido cinco veces, pero por una extraña coincidencia, todas sus novias se desaparecen. Por eso Daniel ha guardado distancia de las mujeres, aunque es considerado por ellas como el mejor partido. 
Por una mala jugada del destino, Amada y Daniel se enamoran. Es entonces que acuden a una bruja, Endora, para saber que deben hacer para que Daniel no se muera y Amada no lo deje. La bruja les dice que su esposa y esposo ideales son los que ocupen el número siete. A partir de entonces comienzan a planear algo para que el maleficio que los persigue desaparezca, siendo así la pareja siete.
A Caracolas del Molino llegan Simona y Roberta, dos mujeres burguesas, cultas y calculadoras. Las dos quieren apoderarse de las tierras que además de ser fértiles poseen un yacimiento de petróleo. Lo que en el pueblo no saben es que Simona y Roberta son hermanas, ambas llegan en momentos diferentes y Roberta se hace pasar por un hombre, Roberto.
Simona se enamora de Daniel y el mejor amigo de este, Egidio, se enamora de Amada.
Además de la llegada de las dos hermanas, también llega Reinaldo, un hombre que vivió en su niñez en el pueblo y que viene a vengarse de la familia Alcázar. Para vengarse de Daniel, Reinaldo enamorará a Amada.

## Elenco
- Cristina Umaña.... Amada Farías
- Roberto Cano.... Daniel Alcázar
- Lincoln Palomeque.... Reinaldo / Daniel Rocheth
- Juan Carlos Vargas.... Egidio Puyo
- Margarita Ortega.... Roberta Doncell / Roberto
- Vicky Hernández.... Marucha de Alcázar
- Susana Torres.... Simona Doncell
- Florina Lemaitre.... Carlota Farias
- Martha Liliana Ruiz.... Asunción De Farias
- Manuel Busquets.... Pupo Farias
- Alí Humar.... Farid Alcázar
- Alfonso Ortiz.... Ñoni
- Jacqueline Henríquez.... Endora
- Álvaro García.... Padre Coronel
- Javier Botero.... Yo la vi
- Martha Suárez....  Elfa - Sra Alcaldesa
- Claudia Aguirre.... Fina
- María Emilia Kamper .... Rosario
- Julie Pedraza.... Magnolía
- Fabián Ríos.... Romeo
- José Luis García.... Pana
- Yurian Serráno.... Mariamar
- Jorge Romero.... El Tigre
- Carmen Marina Torres.... Esther
- Angeline Moncayo .... Dra. Isabela
- Margoth Velasquez .... Námira
- Andrés Martínez .... Felicito María
- María Cristina Gálvez.... Madam Bernom
- Roberto Marín.... Heleno
- Jorge López .... José
- Julio del Mar.... Preclaro